# Des Moines
Des Moines ( dɨˈmɔɪn) je hlavní město amerického státu Iowa. Město leží na soutoku řek Des Moines a Raccoon v centrální Iowě. Je také správním městem regionu Polk County, tedy metropolitní oblasti. Město nemá nic společného s regionem Des Moines County, ležícím na jihovýchodě země ve státě Washington.
Žije zde přibližně 214 tisíc obyvatel.

## Etymologie názvu
Město bylo pojmenováno po pevnosti Fort Des Moines (1843–1846), která převzala své jméno od řeky Des Moines.
Samotný název Des Moines je podle jedné verze výkladu odvozen z jazyka indiánského kmene Peoriů, kde slovo mooyiinkweena (také Moingwena) označuje zdejší původní obyvatele algonkinské skupiny Indiánů. V překladu znamená „ti s pokálenou tváří“ (viz odžibvejské mooyiingwe téhož významu). Toto slovo bylo francouzskými kolonisty zkomoleno na (Des) Moines.
Podle jiné verze vznikl název Des Moines díky francouzské komunitě mnichů–trapistů, kteří se v roce 1809 usadili u Moundu v Cahokii. La Rivière des Moines doslova znamená Řeka mnichů.

## Historie
První osídlení je v úrodné deltě na soutoku dvou řek doloženo archeologickými nálezy z doby kolem 7000 let před naším letopočtem. Místní obyvatelé zde žili pokojně až do první třetiny 19. století. 

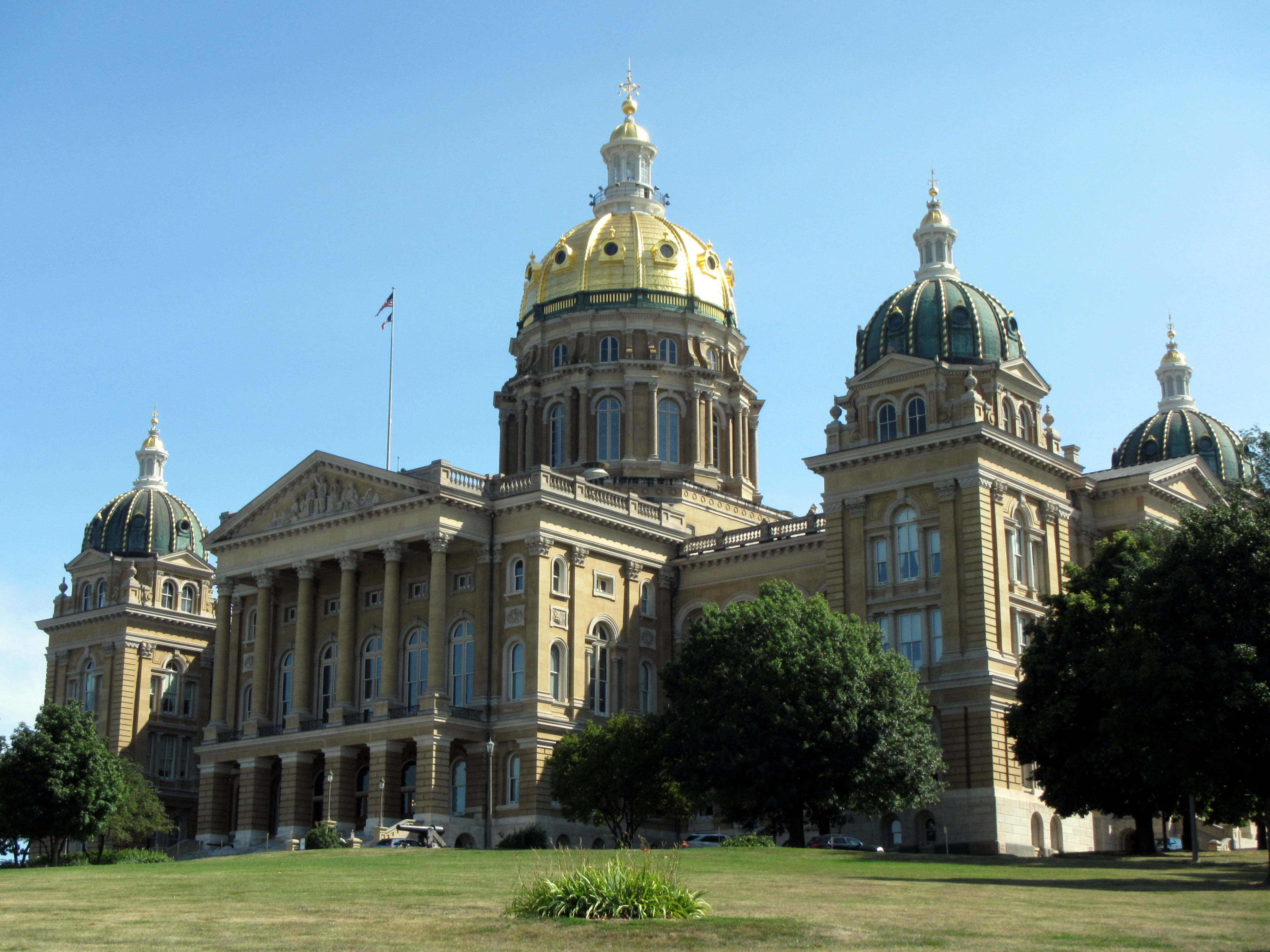
Kapitol státu Iowa z roku 1886

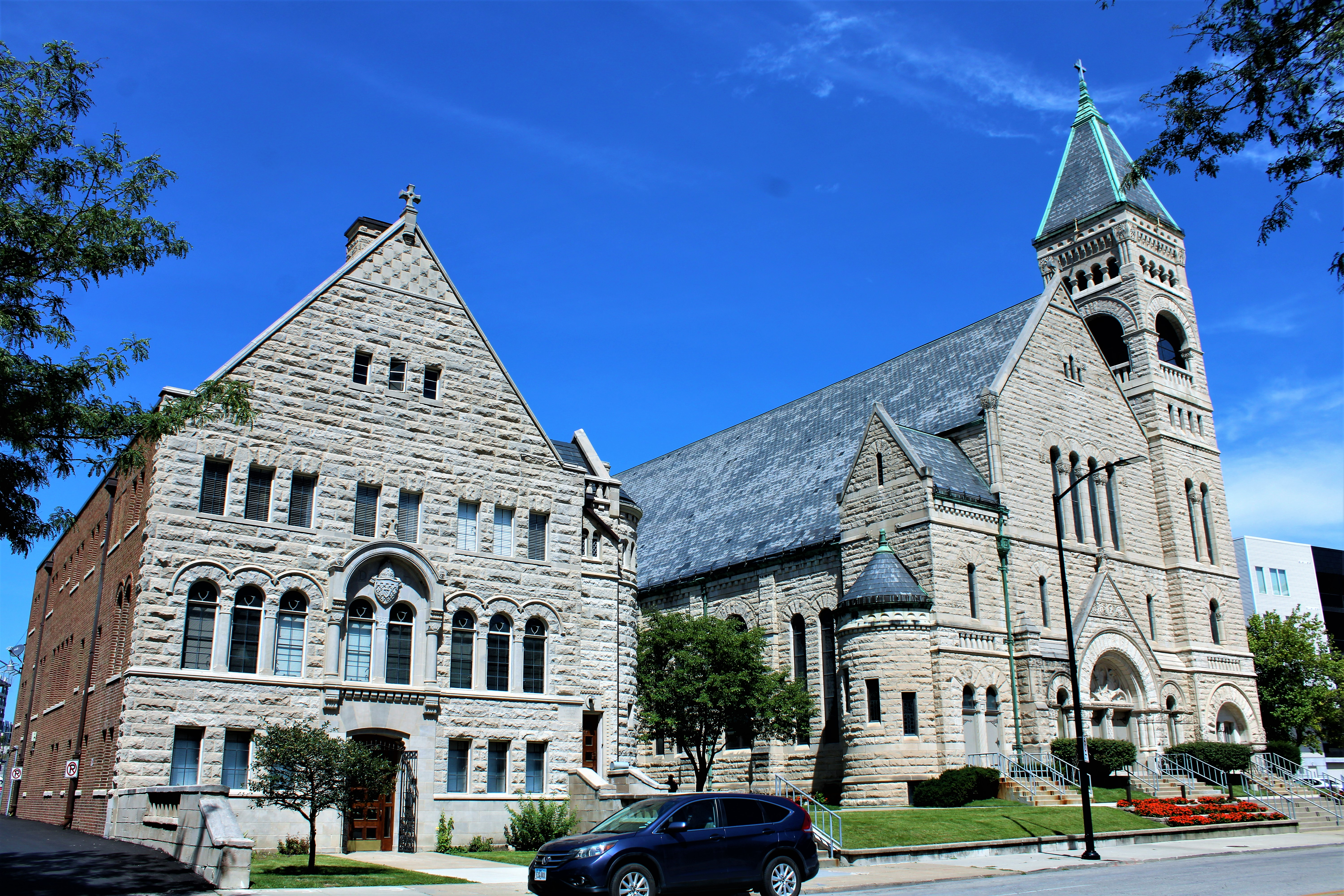
Katedrála sv. Ambrože

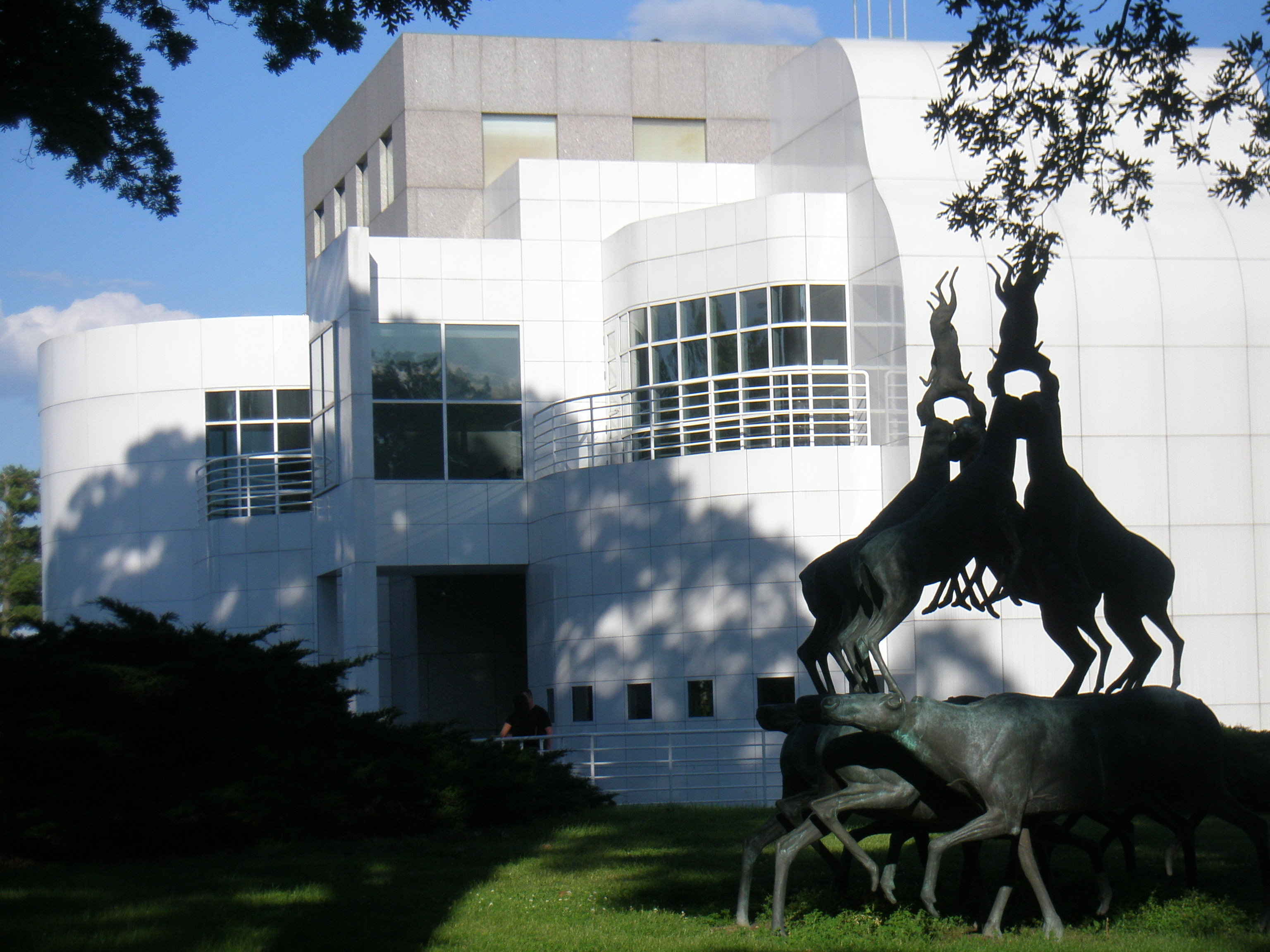
Des Moines Art Center

V roce 1837 voják John Dougherty, původem Indián, poslal federální vládě doporučení na zřízení vojenské základny na soutoku řek Des Moines a Raccoon. V roce 1843 sem dorazila rota dragounů v čele s kapitánem Jamesem Allenem. Vojenská základna Fort Raccoon byla na naléhání ministerstva války brzy přejmenována na Fort Des Moines.
První civilní osadníci dorazili v roce 1845 a usadili se na místě současného Principal Parku. První ulice byly vydlážděny v roce 1847. První volby se konaly 18. října 1851. 25. října 1851 se reverend Thompson Bird stal prvním radním města, které bylo v roce 1853 začleněno do státu Iowa. Města East Des Moines a Fort Des Moines se v roce 1857 sloučila pod názvem Des Moines. Ve stejném roce byl statut hlavního města z Iowa City přenesen na Des Moines. Význam města potvrdila monumentální stavba Kapitolu z roku 1886, která svou dispozicí ústřední budovy s kupolí, obklopené čtyřmi menšími budovami s kupolemi symbolizuje spojení pěti významných měst státu Iowa. 
První radnice byla postavena v roce 1870, byl v ní také soud a kasárna. V roce 1882 byla zbořena. Současná radnice novoklasicistního stylu byla postavena v roce 1910. Velká hospodářská krize v roce 1929 město relativně ušetřila, podnikání poměrně prosperovalo.

## Demografie
Podle sčítání lidu z roku 2010 zde žilo 203 433 obyvatel.

### Rasové složení
- 76,4 % Bílí Američané
- 10,2 % Afroameričané
- 00,5 % Američtí indiáni
- 04,4 % Asijští Američané
- 00,1 % Pacifičtí ostrované
- 05,0 % Jiná rasa
- 03,4 % Dvě nebo více ras

Obyvatelé hispánského nebo latinskoamerického původu, bez ohledu na rasu, tvořili 12,0 % populace.

## Památky
- Katedrála sv. Ambrože
- Kapitol (The State Capitol), novoklasicistní budova s pěti kupolemi z roku 1886
- Radnice z roku 1870

## Kultura a školství
- Des Moines Art Center - budovu z let 1982–1985 navrhl architekt Richard Meier; sdružuje muzea, galerii i současnou produkci kulturních akcí
- Wels Fargo Arena – největší budova pro kulturní akce ve městě , mj. sídlo filharmonie
- Drake University - univerzita založená roku 1881 učitelem a pastorem J. T. Drakem.
- Botanická zahrada se skleněnou kupolí – slouží místním obyvatelům, turistům i univerzitnímu výzkzmu

## Osobnosti města
- Gertrude Käsebierová (1852–1934), fotografka
- Cloris Leachman (1926–2021), americká filmová a televizní herečka, držitelka Oscara, Miss Iowa
- Halston (1932–1990), americký módní návrhář
- Stanley B. Prusiner (* 1942), lékař – neurolog, nositel Nobelovy ceny
- Stephen Collins (* 1947), herec
- Scott Clemmensen (* 1977), hokejový brankář
- Brandon Routh (* 1979), americký herec a bývalý model
- Lolo Jonesová (* 1982), sprinterka-překážkárka
- Shawn Johnsonová (* 1992), bývalá sportovní gymnastka, absolutní mistryně světa a olympijská vítězka na kladině
- Corey Todd Taylor (* 1973), Sid Wilson (* 1977), Craig Jones (* 1973), Shawn Crahan (* 1969), Mick Thomson (* 1973) – členové skupiny Slipknot

## Partnerská města
- Provincie Catanzaro, Itálie
- Čerkasy, Ukrajina
- Gent, Belgie
- Kófu, Japonsko
- Naucalpan de Juárez, Mexiko
- Saint-Étienne, Francie
- Stavropol, Rusko
- Š’-ťia-čuang, Čína